# 阿丹费尔
阿丹费尔（法語：Adinfer，法語發音：[adɛ̃fɛʁ]）是法国上法蘭西大區加来海峡省的一个市镇，属于阿拉斯区。

## 地理
阿丹费尔（50°11'39"N, 2°42'29"E）面积6.19 平方千米，位于法国上法蘭西大區加来海峡省，该省份为法国北部沿海省份，西北濒北海，南至索姆省，东临北部省。
与阿丹费尔接壤的市镇（或旧市镇、城区）包括：布莱尔维尔、蒙希欧布瓦、朗萨尔、布瓦里-圣里克特吕德、杜希莱阿耶特、昂德库尔莱朗萨尔。
阿丹费尔的时区为UTC+01:00、UTC+02:00（夏令时）。

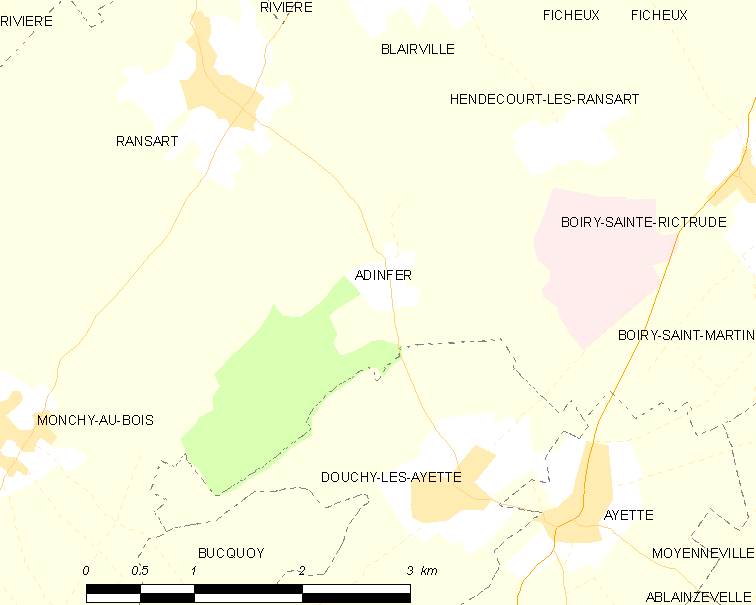
阿丹费尔的OSM定位图

## 行政
阿丹费尔的邮政编码为62116，INSEE市镇编码为62009。

## 政治
阿丹费尔所属的省级选区为阿韦讷勒孔特县。

## 人口

1962-2008年间阿丹费尔人口变化图示

阿丹费尔于2022年1月1日时的人口数量为283人。